# HD 164427 b
HD 164427 b és una nana marró de massa mínima uns 46 cops la de Júpiter. Orbita a aproximadament mitja unitat astronòmica de la seva estrella HD 164427. La separació angular entre la nana marró i la nana groga, vista des de la Terra, és d'11,76 mil·liarcsegons. Necessita 108,55 dies a orbitar excèntricament HD 164427. Té una semi-amplitud molt elevada de com a mínim 1.400 m/s.